# 挑戦1000曲
『挑戦1000曲』（朝: 도전 1000곡）は、SBSで2000年10月22日から2014年6月22日まで放映された韓国の音楽番組。

## 進行規則
- 歌の1節を正確に歌う。1回間違えると警告が与えられ、2回間違えると失敗になる。
- チーム戦で進行時、各組の代表として1人のみ挑戦できる。
- 前奏中には歌詞を他の人に聞くことができるが、歌が始まった後には聞くことができない。
- 最初の小節は必ず公開される。